# Staatliche Abschlussprüfung
Die Staatliche Abschlussprüfung (italienisch Esame di stato, deutsch auch Matura) bezeichnet die Reifeprüfung nach Abschluss einer höheren Schulausbildung im italienischen Schulsystem und entspricht der Matura bzw. dem bundesdeutschen Abitur. Die Absolventen, die in Südtirol Maturanten genannt werden, erwerben die Hochschulreife. Zur Staatlichen Abschlussprüfung hinführende Schultypen sind die Gymnasien, Wirtschaftsfachoberschulen und Technologischen Fachoberschulen.
Die Reifeprüfung wird nach Abschluss der 13. Schulstufe (5. Klasse Oberstufe) abgelegt. Die Prüfung wird in der Schule abgenommen, die der Schüler zuletzt besucht hat. Prüfungsgegenstand sind dabei zwei (in Südtirol drei) schriftliche Prüfungen sowie eine fächerübergreifende, abschließende mündliche Prüfung. Grundsätzlich umfassen die Prüfungen alle Fächer des abgelaufenen Schuljahres (außer Religion).
Die Abnahme erfolgt dabei durch sechs Lehrpersonen, drei interne und drei externe, die eine Prüfungskommission bilden und einen externen Prüfungspräsidenten (üblicherweise ein Direktor einer anderen Oberschule). 

## Zulassung
Seit der Reform des Systems im Schuljahr 1998/99 wird jeder Schüler, der das 13. Schuljahr absolviert und in allen Fächern eine positive Beurteilung erfahren hat, zur Prüfung zugelassen. Einzige Ausnahme sind Schüler, die aufgrund nicht abgelegter Schularbeiten, nicht klassifiziert werden. Teilnahmeberechtigt sind weiterhin auch Schüler der 12. Jahrgangsstufe, wenn diese in sämtlichen Fächern eine Note über 8 (gut) erreicht haben.
Weiters können auch Privatisten (Externe) zur Prüfung antreten, wenn sie rechtzeitig ein Gesuch (Antrag) gestellt haben.

## Ablauf
Die Abschlussprüfung besteht im Großteil des italienischen Staatsgebiets aus drei Teilen, nämlich zwei schriftlichen Prüfungen und einer mündlichen Abschlussprüfung. Der Ablauf sieht typischerweise folgendermaßen aus:
- Erste schriftliche Prüfung: Diese umfasst eine sechsstündige Arbeit in Italienisch. Dabei stehen den Kandidaten drei Aufgabenstellungen zur Auswahl: eine Textanalyse, ein Essay beziehungsweise ein Bericht oder eine Erörterung. Die Themen werden vom italienischen Unterrichtsministerium in Rom ausgearbeitet.
- Zweite schriftliche Prüfung: Diese umfasst eine vier- bis achtstündige Arbeit. Der Inhalt der Arbeit ist von Schultyp zu Schultyp verschieden und dreht sich um einen Schwerpunkt des jeweiligen Schultyps. Das italienische Unterrichtsministerium gibt die Thematik (ein Fach oder mehrere inhaltlich verbundene Fächer) mehrere Monate vor der Prüfung bekannt und erarbeitet die genaue Aufgabenstellung. Mögliche Fächer sind zum Beispiel Altgriechisch an Klassischen Gymnasien, Mathematik an Realgymnasien, Betriebswirtschaftslehre an Wirtschaftsfachoberschulen oder Elektronik an Technologischen Fachoberschulen.
- Mündliche Prüfung bzw. Prüfungsgespräch: Dieser Teil kann alle Schulfächer des Schultyps umfassen und besteht wiederum selbst aus drei Teilen.
  - Im ersten Teil öffnet jeder Kandidaten eines von drei ihm vorgelegten Kuverts, deren Inhalte von der Prüfungskommission ausgewählt wurden. Die Inhalte können beispielsweise aus einem Bild oder einem Text bestehen. Die Aufgabe des Kandidaten ist es nun, nach einigen Minuten Bedenkzeit eine interdisziplinär angelegte Diskussion über den Inhalt des geöffneten Kuverts zu führen und sich etwaigen Fragen der Prüfungskommission zu stellen.
  - Im zweiten Teil trägt der Kandidat ein zuvor erarbeitetes Referat zum Themenfeld Schule und Arbeitswelt vor.
  - Im dritten Teil zeigt der Kandidat seine Kenntnisse im Themenfeld Staatsbürgerschaft und Verfassung auf, auch durch etwaige Fragen der Prüfungskommission.

In Südtirol gibt es für die deutsche, italienische und ladinische Sprachgruppe jeweils verschiedene Schulen, die sich im Wesentlichen in der Sprache des Fachunterrichts unterscheiden. Um der Mehrsprachigkeit des Gebiets Rechnung zu tragen, gibt es daher bezüglich der Staatlichen Abschlussprüfung eine Reihe von Bestimmungen, die vom übrigen Staatsgebiet deutlich abweichen und u. a. eine zusätzliche dritte schriftliche Prüfung vorsehen. Im Folgenden eine Übersicht über die Unterschiede:
- Erste schriftliche Prüfung: Die Sprache der Prüfung ist schulspezifisch. Während an italienischen Schulen das gesamtstaatlich übliche Format verwendet wird, erfolgt die Prüfung an deutschen Schulen auf Deutsch, an ladinischen Schulen hingegen auf Deutsch oder Italienisch. Die Prüfungsaufgaben der deutschen und ladinischen Schulen werden von den jeweiligen Südtiroler Schulämtern erarbeitet.
- Zweite schriftliche Prüfung: Die vom italienischen Unterrichtsministerium erarbeiteten Aufgabenstellungen werden an italienischen Schulen unverändert übernommen, an den deutschen und ladinischen Schulen hingegen in Übersetzungen vorgelegt.
- Dritte schriftliche Prüfung: Diese wird in Südtirol dafür genutzt, um Kenntnisse der jeweils zweiten Landessprache zu prüfen. An italienischen Schulen erfolgt die Prüfung dementsprechend auf Deutsch, an deutschen Schulen auf Italienisch, an ladinischen Schulen in jener Sprache, die nicht bereits Gegenstand der ersten schriftlichen Prüfung gewesen war. Die Prüfungsaufgaben werden von den jeweiligen Südtiroler Schulämtern erarbeitet.
- Mündliche Prüfung bzw. Prüfungsgespräch: An italienischen Schulen muss ein Teil der Prüfung dem Nachweis von Deutsch-Kenntnissen dienen, an deutschen Schulen dem Nachweis von Italienisch-Kenntnissen. An ladinischen Schulen müssen im Rahmen der Prüfung Kenntnisse des Deutschen, Italienischen und Ladinischen nachgewiesen werden.

Eine weitere Südtiroler Besonderheit ist der Umstand, dass auch Absolventen von Berufsschulen nach einem zusätzlichen fünften Jahr die Staatliche Abschlussprüfung ablegen können. Im Schuljahr 2014/2015 wurde erstmals diese Möglichkeit angeboten.

## Benotung
Die Schlussnote der Prüfung wird in Hundertsteln ausgedrückt. Zum Bestehen der Prüfung sind zumindest 60/100 nötig, Höchstnote sind 100/100. Die Punktezahlen ergeben sich wie folgt:
- Für die schriftlichen Prüfungen gibt es maximal 40 Punkte. Im Großteil des italienischen Staatsgebiets gibt es für jede der zwei schriftlichen Prüfungen maximal 20 Punkte; in Südtirol ergibt sich durch die dritte schriftliche Prüfung ein anderes Berechnungssystem, bei dem es für die erste Prüfung maximal 15, für die zweite maximal 15 und für die dritte maximal 10 Punkte gibt.
- Die mündliche Prüfung kann mit maximal 20 Punkten bewertet werden.
- Jeder Kandidat kann in seiner schulischen Laufbahn bis zu 40 Punkte für das so genannte „Bildungsguthaben“ sammeln. Diese Punkte ergeben sich aus den Notenschnitten des 11., 12. und 13. Schuljahres, wobei maximal jeweils 12, 13 und 15 Punkte vergeben werden.

Bis 1998 war die Höchstpunktzahl 60, die niedrigste positive Note war 36.